# Когда ты ушёл
«Когда ты ушёл» (англ. After You've Gone) — седьмой эпизод первого сезона американского криминального драматического телесериала-антологии «Настоящий детектив». Премьера эпизода состоялась 2 марта 2014 года на канале HBO. Режиссёром эпизода стал Кэри Фукунага, сценарий к нему написал Ник Пиццолатто.
В отличие от предыдущих шести эпизодов, в «Когда ты ушёл» показан только один временной период (2012 год). Бывшие детективы полиции штата Луизиана Раст Коул (Мэттью Макконахи) и Марти Харт (Вуди Харрельсон) спустя много лет вновь расследуют старые дела об убийствах и пропаже людей в штате.
По данным Nielsen Media Research, эпизод посмотрело 2,34 млн зрителей, он получил рейтинг 1,0 в возрастной группе от 18 до 49 лет. Эпизод получил положительные отзывы критиков, высоко оценивших актёрскую игру, режиссуру, сценарий и концовку.

## Сюжет

### 2012
В баре Раст Коул (Мэттью Макконахи) сообщает своему бывшему напарнику Марти Харту (Вуди Харрельсон), что он нашёл свидетельства существования некого загадочного культа, причастного к убийству Доры Лэнг и убийствам в Лейк-Чарльз. Также обнаружил десятки случаев пропажи женщин и детей на побережье Луизианы, к которому также может быть причастен этот тайный культ. Марти сначала отказывается помогать ему, но когда Раст заявляет, что у него есть «долг» перед ним, Марти неохотно соглашается.
Раст привозит Марти на склад, где он хранит собранные за много лет материалы и улики. Он показывает Марти найденные им свидетельства о пропаже детей, которые учились в школах по программе Билли Ли Таттла. Одна из этих школ, в которой училась Мари Фонтено, была закрыта после обвинений в растлении детей. Через несколько лет школа была снова открыта под новым названием «Академия „Путь света“», и её посещала Рианна Оливье. В 2010 году Раст встретился с одним из выпускников «Академии», Тоби Боэлертом, который к тому времени работал проституткой. Тоби рассказал, что помнит людей в масках, которые фотографировали его и домогались до других детей, а Мари Фонтено была единственной, кто заговорил об этом, но потом она пропала. Он также вспомнил, что один из людей был без маски — у него были шрамы на лице.
Раст сообщает, что он обнаружил традицию проведения костюмированных фестивалей типа Марди Гра, когда люди носят маски животных и оленьи рога, и всё это происходит на территориях, попадающих под школьную программу Таттла. Он также признаётся, что проник в дом Таттла в Батон-Руж, где нашёл фотографии детей в лесу с надетыми на них рогами оленей, а также видеокассету, на которой заснято, как люди в масках насилуют и убивают Мари Фонтено. Он демонстрирует видеокассету Марти, который оказывается шокированным её содержанием и соглашается помочь Расту в дальнейшем расследовании без уведомления местной полиции, так как Раст опасается, что она может быть коррумпирована кланом Таттлов. Марти интересуется, не причастен ли Раст к смерти Билли Ли Таттла. Раст это отрицает, предположив, что его убили другие члены культа после пропажи видеокассеты.
Они перемещают все улики в офис Марти, где продолжают вести расследование. Используя свои старые связи, Марти получает доступ к старым делам в полицейском департаменте. Марти и Раст беседуют с Джимми Леду, дальним родственником Реджи, который вспоминает, что однажды видел человека со шрамами на  лице. Они также опрашивают Делорес Джексон (Кэрол Саттон), которая работала на отца Билли Ли Таттла. Женщина вспоминает, что у отца Таттла был внук от другой семьи — Чилдрессов, и что у мальчика были шрамы на лице. Когда речь заходит о каркозе, она начинает сильно волноваться, после чего Раст и Марти уходят.
Марти сообщает Расту, что дело Мари Фонтено расследовал заместитель шерифа Стив Джерейси (Майкл Харни). Марти беседует с Джерейси, который к 2012 году уже стал шерифом, о деле Фонтено. Шериф сообщает, что его начальник Тед Чилдресс приказал ему прекратить расследование по делу о пропаже ребёнка. Марти подозревает, что Стив лжёт. Он приглашает Джерейси на яхту порыбачить, где шерифа встречает Раст, угрожая ему пистолетом.
Детективы Гилбо (Майкл Поттс) и Папания (Тори Киттлз) ездят по болотам Луизианы в поисках сгоревшей церкви, о которой говорил Раст. Они останавливаются у кладбища и спрашивают у газонокосильщика (Гленн Флешлер), где может быть эта церковь. Тот указывает им направление, детективы уезжают. Зритель видит, что нижняя часть лица газонокосильщика покрыта сильными шрамами. Он бормочет себе под нос: «Моя семья живёт здесь уже давным-давно».

## Сценарий
Шоураннер и сценарист Ник Пиццолатто признался, что в предпоследнем эпизоде он хотел положить конец теориям зрителей, о том, что Раст или Марти могут быть причастны к убийствам, а также «дать абстрактному злу, которое они преследуют, конкретное лицо» (в виде газонокосильщика со шрамами на лице). По его мнению, если бы Раст был убийцей, это был бы «дешёвый, слишком очевидный и попросту плохой сценарий», как в сериалах и фильмах, выставляющих героев предателями, называющих все интригующие зрителя события обычным сном и тому подобное. Также Пиццолатто отметил, что поклонники теорий о Ктулху и прочих паранормальных объяснениях происходящего в сериале будут разочарованы:  «То, что кажется сверхъестественным, на самом деле имеет реальные причины, включая галлюцинации Коула или даже природу самого преступления... Оно имеет оккультную подоплёку, но в нём самом нет ничего сверхъестественного». Сценарист признался, что история о сатанистах, насилующих детей в Луизиане, во многом основана на реальных событиях, только в сериале злодеи вместо Сатаны поклоняются «Жёлтому королю».

## Восприятие

### Рейтинги
Эпизод посмотрело 2,34 млн зрителей, рейтинг у аудитории от 18 до 49 лет по шкале Нильсена составил 1,0. Это означает, что 1 % всех домохозяйств США посмотрело эпизод. Показатели снизились на 12 % по сравнению с шестым эпизодом, который посмотрели 2,64 млн человек (рейтинг Нильсена 1,1 в группе 18—49 лет).

### Оценки критиков
Эпизод «Когда ты ушёл» получил положительные отзывы критиков. Джим Вейвода из IGN поставил эпизоду 9 баллов из 10 возможных и отметил, что в двух последних эпизодах по мере раскрытия сюжетных загадок «Настоящий детектив» становится более шаблонным, но при этом всё ещё интересным.
Эрик Адамс из The A.V. Club поставил эпизоду оценку «C», назвав его «занудным» и в целом худшим эпизодом первого сезона.
Бритт Хейз из Screen Crush посчитала эпизод «самым нервирующим и захватывающим» из всех (за исключением сцены налёта банды «Железные крестоносцы», снятой непрерывным дублем), отметив качественный монтаж, «который воздерживается от раскрытия слишком многого, но подводит нас прямо к краю, прежде чем отступить и позволить нам пережить ужас глазами и эмоциями Раста и Марти».
Алан Сепинуолл из HitFix заметил, что к финалу сезона у Марти и Раста не осталось ничего, ради чего стоит жить, кроме их неоконченного дела. Гуилим Мамфорд из The Guardian признался, что ему не понравилась концовка, в которой зритель вновь увидел газонокосильщика из третьего эпизода, который, как выяснилось, является главным злодеем, назвав этот приём «шаблонным», но в целом высоко оценил эпизод и его монтаж. Кевин Джагернаут из IndieWire поставил эпизоду оценку «B» и назвал эпизод подготовкой к «без сомнения захватывающему» финалу.
Джеймс Понивозик из Time отметил, что в эпизоде «Раст и Марти достигают своеобразной разрядки среднего возраста  — Раст со своими крысиными усиками и затравленными глазами и Марти с пузом, свисающим над штанами для гольфа» и назвал эту пару «единственными двумя хорошо проработанными персонажами в сериале». Кенни Херцог из Vulture поставил эпизоду 4 балла из 5 и заметил, что эпизод похож на «медленную подготовку» к финалу: «более слабые сериалы могли бы уместить [всю сюжетную арку] в одном эпизоде или, как мы чаще всего наблюдаем, быть слишком затянутыми вплоть до полного разочарования зрителя… вместо этого используется конечный нарратив с удивительно взаимосвязанными персонажами, ни один из которых не является отвлекающим манёвром, но позволяет нам ошибаться в выводах вместе с главными героями». Тони Сокол из Den of Geek поставил эпизоду 5 баллов из 5 возможных и сравнил эпизод (и сезон в целом) с фильмом «Сердце Ангела», который он назвал «сатанинским детективом», признавшись, что хотел бы посмотреть все серии «Настоящего детектива» запоем, наслаждаясь всеми его мелкими деталями и сюжетными зацепками.
Крис О’Хара из TV Fanatic оценил эпизод в 5 баллов из 5, заметив, что эпизод явно готовит нас к логическому завершению истории и сравнив его с символом на телах жертв: «либо он начинается в центре и разворачивается наружу по спирали, отражая точку зрения, что жизнь — это круг и нам суждено проживать одно и то же снова и снова на протяжении вечности... либо, если направление спирали противоположное, жизнь движет нас к окончательному концу». Шейн Райан из Paste поставил эпизоду 9,6 балла из 10 возможных и отметил психологизм короткого диалога Мэгги и Раста в баре как один из примеров «скрытой глубины» диалогов этого сезона.

## Комментарии
1. ↑  Имеется в виду история с убийством Реджи Леду Марти Хартом в 1995 году, истинные обстоятельства которой Раст помог скрыть; эти события показаны в эпизоде «Тайна самой жизни».
2. ↑  Случай подозрительной смерти Рианны Оливье Раст и Марти расследовали в 1995 году, см. эпизод «Замкнутая комната».
3. ↑  Этот же газонокосильщик беседовал с Растом в 1995 году, что показано в эпизоде «Замкнутая комната».
4. ↑  Имеется в виду дело 2005 года о насилии над десятками детей в приходе Танджипахоа в Луизиане, по которому предъявили обвинения пастору местной церкви и помощнику шерифа; сообщалось, что обвиняемые также организовывали сатанинские ритуалы[2].
5. ↑  Сцена показана в эпизоде «Стой, кто идёт?».